# Baga Kaloum jezik
Baga Kaloum jezik (ISO 639-3: bqf), jedan od sedam nigersko-kongoanskih jezika koji čine jezičnu podskupinu baga, dio šire skupine temne. Baga kaloum je jedan od dva izumrla baga jezika (drugi je baga sobané), a na tom putu je i treći jezik baga koga, a pripadnici etničkih skupina prihvatili su jezik susu, predstavnika skupine mande.
Govorio se u Gvineji.

## Vanjske poveznice
- Ethnologue (14th)
- Ethnologue (15th)